# Прачі
Прачі́ — село в Україні, у Борзнянській міській громаді Ніжинського району Чернігівської області. До 2018 центр Прачівської сільської ради, якій також було підпорядковувалось село Адамівка. Населення — 642 особи (2010 рік).

## Географія
Село розташоване за 16 км від центру громади — міста Борзна і за 4 км від залізничної станції Бондарівка Південно-Західної залізниці. До річки Десна — 16 км. В Прачах нараховується 258 дворів, площа села 2 км². Висота над рівнем моря — 116 м.

## Природа
Місцевість довкода села має горбистий характер. Є ліси, болота. Багато корисних копалин: торф, знайдено родовища нафти і газу. В лісах водяться сарни, вовки, лосі, зайці, дикі свині, лисиці, єноти. Дуже різноманітна рослинність. Місцевість багата на ставки, малі водойми, у яких водиться різна риба: червоний і білий карась, короп, окунь, щука, лящ, в'юни.

## Топоніміка
Історичних даних про походження назви села не знайдено, але за переказами односельців-краєзнавців, походить воно від слова «прач» — за назвою пристрою, що використовували жінки під час прання білизни.

## Історія
Точна дата заснування Прачів невідома, але в праці «Историко — статистическое описание Черниговской епархии» Філарета (Гумілевського) Прачі згадуються двічі. Перший раз разповідається, що грамотою 1650 року український магнат воєвода Адам Кисіль передає Прачі і ряд інших населених пунктів у власність Максаківського Спасо-Преображенського монастиря. Вдруге Прачі згадується як село на головному Чернігівському тракті, що зв'язував Чернігів зі Сходом (XVII — XVIII).
На початку XVIII сторіччя у селі налічувалось 27 дворів, а на кінець сторіччя кількість дворів зросла до 43. У 1893 році було 154 двори і 962 жителі. Переміщення населеного пункту не було. У 1915 році утворився хутір Заболото.
Жителями населеного пункту були: казенні селяни — 1 %, козаки — 98 %, дворяни — 1 %. Основний вид зайнятості — сільське господарство. Поміщицьких економій не було. До Жовтневого перевороту селу Прачі належало 3007 га землі: заможним селянам — 300 га, середнякам — 2407 га, біднякам — 300 га.
Повинності на селян були такі: казенні селяни платили 1 карбованець на рік за десятину, решта — 50 копійок. Крім грошових платежів були відробітки.
Під час Визвольних змагань село кілька разів захоплювали більшовики та денікінці, внаслідок бойових дій, воно було частково спалене.
У 1919 році, після встановлення радянської влади в селі було утворено сільську раду. «Надійним помічником» органів Радянської влади на селі був комнезам, створений у 1922 році. Комнезамівці конфісковували у селян землю, хліб, інвентар, а також вели агітаційну роботу серед селян по залученню їх до колективного способу господарювання. Примусова колективізація була завершена у 1933 році Голодомором.
У 1929 році в селі було засноване перше ТСОЗ і в цьому ж році організовано колгосп «Нова праця», у який об'єдналось 7 господарств. В 1930 році виник колгосп «14-річчя Жовтня», в 1932-му — колгосп «Червоний клич». Пізніше, у 1950 році, усі три колгоспи були об'єднані в колгосп «Перше травня».
На початку Німецько-радянської війни населення брало участь в організації оборони. Колгоспну худобу було евакуйовано вглиб країни. Село було окуповане німцями 9 вересня 1941 року, а старими окупантами 9 вересня 1943 року. Громадське господарство було зруйноване. Під час окупації троє сільчан були вивезені на примусові роботи до Німеччини.
Після відвоювання села колгоспники своєю працею допомагали Червоній армії, постачаючи необхідне на фронт. Інших варіантів не було. Брали участь у побудові танка «Чернігівець».
12 червня 2020 року, відповідно до розпорядження Кабінету Міністрів України № 730-р «Про визначення адміністративних центрів та затвердження територій територіальних громад Чернігівської області», село увійшло до складу Борзнянської міської громади.
19 липня 2020 року, в результаті адміністративно-територіальної реформи та ліквідації Борзнянського району, увійшло до складу Ніжинського району Чернігівської області.

## Освіта
Перша церковно-приходська школа в селі школа збудована в 1883 році. Це була звичайна селянська хата, у якій було три класи, навчалось 20 учнів, був один учитель. В 1903 році на кошти жителів села була збудована нова школа. В ній було два класи та квартира для вчителя. Навчалось 35 учнів, був один учитель.
Після революції і до 1932 року діяла початкова школа, у якій навчалось понад 100 учнів, було 4 вчителі. В 1932—1933 роках школа була реорганізована в семирічну. В ній навчалось 190 учнів, навчали їх 13 вчителів. Так працювала школа до війни. Відновила роботу школа в жовтні 1943 року.
В 1960—1961роках школа була реорганізована в восьмирічну. На той час в ній було 250 учнів, яких навчали 16 вчителів. Приміщень, де навчались діти, було чотири: «Матюшкова школа», центральна (на місці сучасного нового магазину), школа на місці церкви (де пам'ятник загиблим воїнам), школа «під лісом».
В 1967 році в селі побудовано новий 2-поверховий будинок школи. З цього часу школа стала середньою. В новій школі навчалось 350 учнів, працювало 26 вчителів.
За всі роки проведено в школі 37 випусків і випущено понад 800 учнів. Зараз в школі навчається 80 дітей, навчально-виховний процес забезпечують 16 вчителів та 10 чоловік обслуговуючого персоналу. Школа працює як комплекс «школа-сад», тому що поруч із школою працює дитячий садок.
Приміщення садка будували «всім миром», за проектом директора школи Олександра Івановича Іващенка. Жодного будівельника зі сторони не було. Все робили своїми руками вчителі та учні на чолі з директором, залучались також батьки, також фінансами та будівельними матеріалами допомагав колгосп «Перше травня». Сім років тривало будівництво і у 1986 році садок був відкритий.
Гордістю школи є музей народознавства, який облаштували учні, вчителі під керівництвом директора у 1990 році. Також у школі є кімната бойової слави, у якій розміщені фотографії всіх односельців, які воювали. Експонати кімнати бойової слави — солдатські каски, фляжки, гільзи та листи фронтовиків.
Прачівська школа — одна з перших в районі, де почалися займатися кінною справою — ще у 1988 році. Сіно та інші корми заготовляють учні та вчителі.
В школі є майстерня, яка оснащена сучасними швейними машинами. З 1975 до 1989 року в школі вивчалась автосправа. Багато випускників отримали посвідчення водія, а нині в школі добре організована підготовка механізаторів.
Сільськогосподарським товариством школі виділено 1 га землі, на якій вчителі та учні вирощують картоплю, яку потім продають, а за виручені кошти закуповують фарбу для ремонту, вугілля для опалення школи. Є у школі і пришкільна ділянка, на якій вирощують овочі для шкільної їдальні.

## Охорона здоров'я
Фельдшерсько — акушерський пункт був побудований у селі Прачі у 1936 році. При ФАПі до 1974 року функціонував пологовий будинок. У 1980 році було закуплено стоматологічне обладнання і зараз медичними спеціалістами Ядутинської лікарні населенню села надаються стоматологічні послуги.

## Сільське будівництво
З 1960—1970 років село Прачі зовсім змінило свій вигляд. Солом'яні дахи поступилися місцем залізним та шиферним. Майже кожен господар перебудовував свою хату або збудував нову. По вулиці Леніна з'явилося 7 нових будинків. У 1977 році було збудовано нове приміщення сільської ради. Будувалися нові та переобладнувались старі корівники та телятники.
У 1990-х роках з'явилася нова вулиця Садова. У 1993 році на селі відкрився новий магазин, а у 1997 році у другій частині будинку магазину відкрито поштове відділення. У 1995 році відкрито нову пилораму.
В 2014 році, за кошти населення, розпочалось будівництво церкви. Яка буде розміщена навпроти приміщення школи. Будівництво планується завершити в 2015 році.

## Особистості

### Видатні уродженці
- Калмикова Раїса Іванівна (1951—2025) — майстриня кролевецького ткацтва, заслужений майстер народної творчості України (2020);
- Кравченко Олександр Іванович (1949—2023) — актор Київського національного академічного театру оперети, поет, автор проекту Національної оперети «Поетичний театр». Народний артист України (1997). Професор Київського університету культури і мистецтв.